# Michendorf
Michendorf est une commune allemande de l'arrondissement de Potsdam-Mittelmark, Land de Brandebourg.

## Géographie

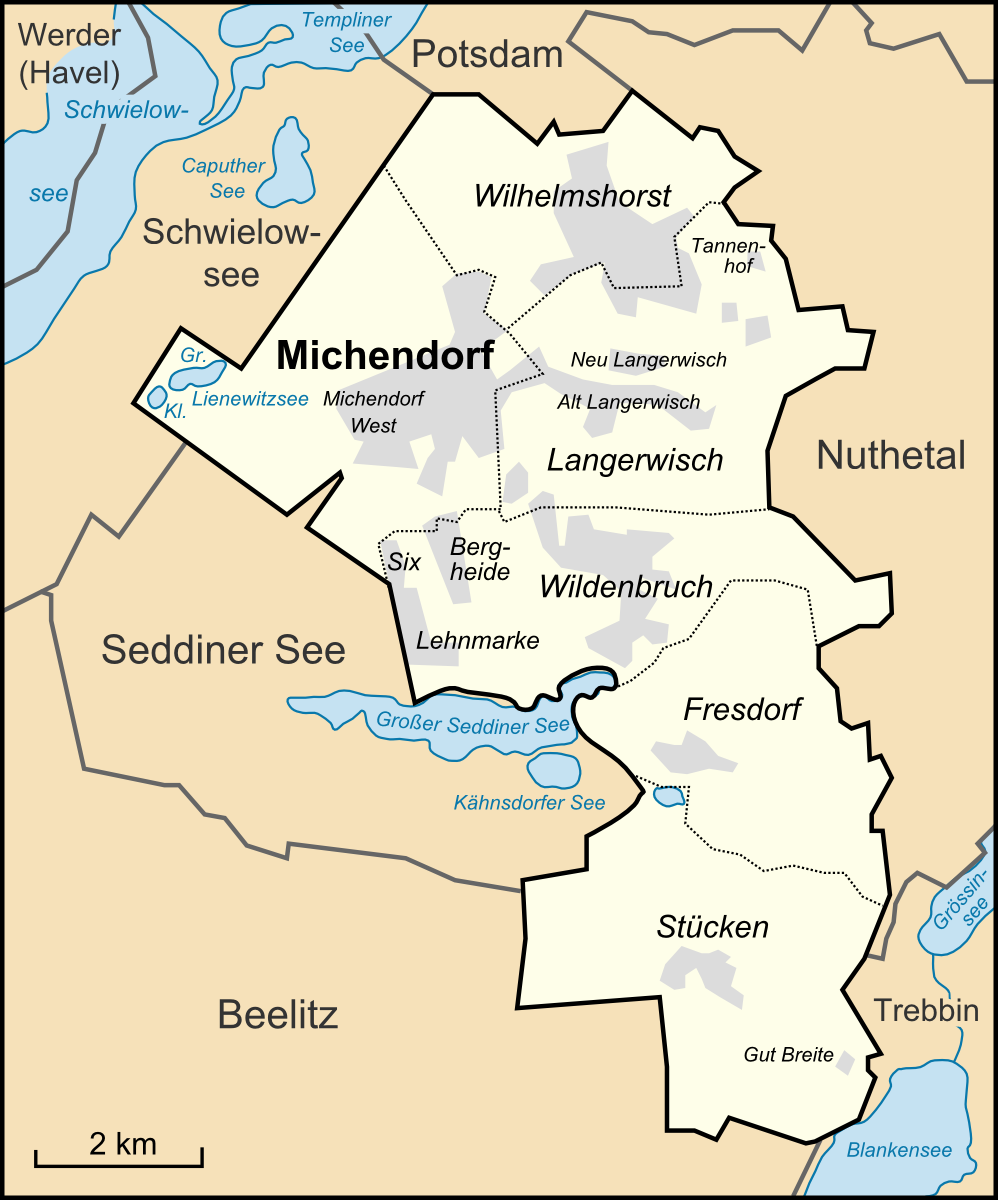
Carte des quartiers de Michendorf

Michendorf est entourée de lacs : au sud le Großer Seddiner See et le lac de Fresdorf, le Poschfenn et le Katzwinkel, à l'ouest le Großer Lienewitzsee et le Kleiner Lienewitzsee. Elle appartient géologiquement et géomorphologiquement aux plaines et plateaux du centre du Brandebourg.
Michendorf se situe dans une vaste zone forestière ; les quartiers de Fresdorf, Stücken et Wildenbruch se situent dans le parc naturel de Nuthe-Nieplitz. La superficie forestière totale de la commune de Michendorf est de 2 941 ha (43 % de la superficie municipale). À l'heure actuelle, la plupart des terres forestières sont occupées par des peuplements forestiers de conifères, où le pin domine. L'objectif général du reboisement est la conversion des peuplements de pins monotones en peuplements mixtes, dans la mesure où les conditions locales le permettent (conversion des forêts).
La commune comprend les quartiers de Fresdorf, Langerwisch, Michendorf, Stücken, Wildenbruch et Wilhelmshorst.
| Schwielowsee | Potsdam    | Nuthetal |
| Seddiner See | Michendorf |          |
|              | Beelitz    | Trebbin  |

## Histoire
Les six villages médiévaux font partie en 1375 de la région historique de la Zauche. Alt Langerwisch et Neu Langerwisch fusionnent en 1928 pour former la commune de Langerwisch.
En 1992, Fresdorf, Langerwisch, Michendorf, Wildenbruch et Wilhelmshorst, communes indépendantes, se réunissent pour former une communauté administrative. Dans le cadre de la réforme municipale en 2003 dans le Brandebourg, les six municipalités constituent la nouvelle grande commune de Michendorf. La concentration obligatoire est contestée par la commune éponyme de Michendorf devant la Cour constitutionnelle de l'État de Brandebourg. La plainte est rejetée en 2005.

## Infrastructures
Michendorf se trouve sur la Bundesstraße 2. La Bundesautobahn 10 (sud du périphérique de Berlin) et la Bundesautobahn 115 traversent la municipalité, ainsi que l'échangeur de Nuthetal.
La gare de Michendorf se trouve sur la ligne de Berlin à Blankenheim. Elle est desservie par le Regional-Express RE 7 Dessau–Berlin–Wünsdorf-Waldstadt et le Regionalbahn RB 33 Berlin-Wannsee–Jüterbog de la VBB.

## Personnalités liées à la commune
- August von Thümen (1757-1826), général né à Stücken.
- Reinhard Froehner (1868–1955), vétérinaire
- Friedrich Müssemeier (1876–1957), vétérinaire
- Otto Haesler (1880–1962), architecte
- Karl Steinhoff (1892–1981), homme politique (SED)
- Erich Arendt (1903–1984), poète
- Peter Huchel (1903–1983), poète
- Kurt Kreuger (1916–2006), acteur né à Michendorf.
- Gerhart Enders (1924–1972), historien
- Nils Werner (1927–1989), écrivain
- Rolf-Dieter Günther (1933–2011), pasteur
- Fred Willamowski (1935–2003), pilote moto
- Wilhelm Ziehr (né en 1938), lexicographe
- Hans-Jochen Röhrig (né en 1943), acteur
- André Müller (1946–2011), journaliste
- Gerit Kling (née en 1965), actrice
- Anja Kling (née en 1970), actrice

## Source
- (de) Cet article est partiellement ou en totalité issu de l’article de Wikipédia en allemand intitulé « Michendorf » (voir la liste des auteurs).